# André Dieudonné Trumper
Pour les articles homonymes, voir Trumper.
André Dieudonné Trumper, né à Bruxelles le 1er février 1794 et y décédé le 18 octobre 1874, est un médecin, philanthrope et hygiéniste belge.

## Biographie
En 1813, il embarque sur le vaisseau le César, comme chirurgien auxiliaire de troisième classe.
Il fit ses études à la brillante université d'État de Louvain, où, outre d'ex-professeurs de l'ancienne université de Louvain, enseignaient de nombreux professeurs allemands formés à la doctrine de Fichte, et qui forma plus de huit mille étudiants qui furent appelés à fonder la Belgique et à en former les premiers cadres mais dont les noms, tout comme l'existence même de l'université d'État de Louvain ont été jetés dans l'oubli.
Il y décrocha son diplôme en 1819.
D'après la Biographie nationale il s'est rendu sur le champ de bataille de Waterloo en tant qu'officier de santé attaché à l'hôpital de Louvain.
Il succéda au docteur Louis Seutin comme médecin des pauvres, et se dévoua en faveur de la diffusion de la vaccination contre la variole. Il fut également un adepte de l'emploi curatif des sangsues comme moyen de guérison de diverses maladies.
Lors des épidémies de choléra de 1832-1833 et 1849, qui convainquirent le bourgmestre Jules Anspach de faire voûter la Senne, il visita sans relâche les quartiers défavorisés.
Membre effectif de la Société des sciences médicales et naturelles de Bruxelles, il publia plusieurs travaux scientifiques.
Il fut également très actif dans la franc-maçonnerie, membre de la loge Les Amis philanthropes et vénérable de la loge des Vrais Amis de l'union et du progrès réunis en 1830-1840.
Il figure sur la liste des fondateurs de l'université libre de Bruxelles.
Il était le frère du général Nicolas Joseph Trumper, philhellène, connu comme excellent chanteur amateur.

## Ses publications
- Dissertatio medica inauguralis de Ophthalmia, quam annuente Summo Numine, ex auctoritate rectoris magnifici Francisci Josephi Harbaur, etc. in Academia Lovaniensi, etc., Louvain, des presses de Vanlinthout et Vandezande, 1819.
- Mémoire sur l'emploi des sangsues dans les maladies, dans Bibliothèque médicale nationale et étrangère, Bruxelles, tome I, 1824, pp. 249-287.
- Manuel de physiologie de l'homme, Bruxelles, 1829, 473 pages, in-24°.